# Tarot Motherpeace
El Tarot Motherpeace, en català: Tarot de la Mare Pau, és un joc de cartes de tarot inspirat en el moviment de la Deessa i el feminisme de la segona onada. Creat als anys setanta, mai no s’ha descatalogat i, el 2017, va ser redescobert a través d'una col·lecció de moda de Christian Dior.

## Creació artística
El Tarot Motherpeace va ser creat per dues dones de Berkeley, Califòrnia, Karen Vogel i Vicki Noble, dues amigues que havien estudiat antropologia, estudis femenins i història. A finals dels anys setanta, Vogel i Noble eren companyes de pis que compartien interessos comuns en l'espiritualitat de la deessa, els estudis psíquics i l’ocultisme. Una nit de 1978, la inspiració arribà a través d'un esdeveniment en què "Karen va com l'habitació literalment s'inclinava, i Vicki passà a tenir una visió reveladora de l'energia de la deessa i la transmissió de la saviesa antiga". Poc després, van començar a idear el disseny d'una baralla feminista basada en el seu coneixement d’història, curació alternativa i estudis psíquics.

## Rerefons
En el moment de crear aquesta baralla, el moviment feminista experimentava un augment de popularitat. Les dones s’empoderaven de diverses maneres, però es va prestar molta atenció a l'art feminista i a les relacions establertes entre l’artista, l’obra i l'espectador. Aquest període es considera sovint com una de les èpoques més progressistes de les obres d'art feministes. Tot i que l'estat d’ànim dels anys setanta era baix i les perspectives incertes, particularment a la zona de Berkeley, on residien Vogel i Noble, l'empoderament que moltes dones van obtenir explorant la seva espiritualitat i el seu jo artístic van ajudar a impulsar-les durant aquella dècada.

## Simbolisme

Representació neopagana de la Deessa, en la que es basa el misticisme que envolta aquesta baralla de tarot

Segons A Cultural History of Tarot, el tarot Motherpeace va ser dissenyat per "acomplir una agenda feminista", amb cartes rodones per representar la lluna, "associada durant molt de temps amb les energies femenines i la Deessa Mare", i la simbologia es va extreure de cultures de tot el món.
L'obra de Vogel i Noble s’allunya de la iconografia del tarot més tradicional, com el tarot de Marsella o el tarot Rider-Waite-Smith, ja que presenta figures predominantment femenines. La inspiració de la baralla prové de la mitologia i la literatura de i sobre dones, inclosa la mitologia grega i romana i escriptores contemporànies com Alice Walker. Vogel i Noble van explorar el feminisme a cada continent, seguint les tradicions fins als seus orígens i descobrint la importància de les dones en les cultures indígenes. La Deessa era una figura molt important en les cultures antigues. Totes les escenes representades estan centrades en dones. Les imatges pretenen centrar-se en la importància del ritual, l'expressió artística, la singularitat i la idea d’una cultura on tothom es recolza.
La forma rodona de les cartes és significativa, tant per simbolisme com per ser la primera baralla de tarot que ho fa així. La sortida de la forma rectangular típica de les cartes pretén representar la fertilitat de les dones. Això s’obté de les obres d’art femenines clàssiques que també utilitzen molts símbols diferents de fertilitat i feminitat. Les cartes són difícils de manejar a causa de la seva forma, però mans expertes les poden manejar amb destresa.

## Llegat cultural
El tartot Motherpeace va tenir tanta influència en un dels vessants de la cultura lesbiana dels anys vuitanta que serveix de títol a un capítol de les memòries de l’acadèmica neozelandesa Aorewa McLeod, i de mostra esquemàtica de l'experiència feminista lesbiana a Londres.
El 2017, la firma de moda Christian Dior va demanar permís a Vogel i Noble per dissenyar roba basada en les obres d'art de la parella dels anys setanta. Aquest va ser un dels primers espectacles des que Maria Grazia Chiuri va esdevenir directora creativa. La ressenya de Vogue de la col·lecció "Resort" va escollir el vestit amb el motiu de la carta de la Mort; Vogel la va explicar a través de la metàfora de la renovació més que la mort física. Això va suposar la primera vegada que Vogel i Noble van permetre qualsevol ús de les seves imatges.
Després del llançament d'aquests vestits d'alta costura, les vendes del tarot Motherpeace es van duplicar en pocs mesos i les vendes d'altres baralles de tarot també van augmentar.

## Diferències

### Arcans Majors
Vegeu també: Arcans majors
- L'arcà IX és The Crone (la bruixa) en contraposició a l'Ermità
- L'arcà XII és The hanged one (la persona penjada) en lloc del Penjat

### Arcans Menors
Vegeu també: Arcans menors
- Els canvis en els arcans menors de Motherpeace es veuen a les figures:
  - La Filla substitueix la sota
  - El Fill substitueix el cavall
  - La Sacerdotessa substitueix a la reina
  - El Xaman substitueix el rei

Aquests canvis retornen la ment a la família, més que a una monarquia que ja no existeix. En tenir aquests personatges en lloc dels originals, el joc de Motherpeace suggereix que podem crear el nostre propi futur.